# Lipa, Lukovica
Lipa este o localitate din comuna Lukovica, Slovenia, cu o populație de 17 locuitori.